# Мерджинень (Нямц)
Мерджинень, Мерджинені (рум. Mărgineni) — село у повіті Нямц в Румунії. Входить до складу комуни Мерджинень.
Село розташоване на відстані 276 км на північ від Бухареста, 21 км на схід від П'ятра-Нямца, 77 км на захід від Ясс.

## Населення
За даними перепису населення 2002 року у селі проживали 2336 осіб, усі — румуни. Усі жителі села рідною мовою назвали румунську.